# Historia de la ingeniería genética

Muestra (utilizando el transposón PiggyBac) la conversión de un transposón en un sistema de 2 vectores para la integración genómica de secuencias derivadas de plásmidos.

La ingeniería genética es la ciencia que manipula el material genético de un organismo. La primera modificación genética artificial realizada mediante biotecnología fue la transgénesis, el proceso de transferencia de genes de un organismo a otro, realizado por primera vez por Herbert Boyer y Stanley Cohen en 1973. Fue el resultado de una serie de avances en las técnicas que permitían la modificación directa del genoma. Entre los avances más importantes se encuentran el descubrimiento de enzimas de restricción y ADN ligasas, la capacidad de diseñar plásmidos y tecnologías como la reacción en cadena de la polimerasa y la secuenciación. La transformación del ADN en un organismo huésped se logró con la invención de la biolística, la recombinación mediada por Agrobacterium y la microinyección. El primer animal modificado genéticamente fue un ratón creado en 1974 por Rudolf Jaenisch. En 1976 se comercializó la tecnología, con la aparición de bacterias modificadas genéticamente que producían somatostatina, seguidas de insulina en 1978. En 1983 se insertó en el tabaco un gen resistente a los antibióticos, lo que dio lugar a la primera planta modificada genéticamente. Siguieron avances que permitieron a los científicos manipular y añadir genes a una variedad de organismos distintos e inducir una serie de efectos diferentes. Las plantas se comercializaron por primera vez con el tabaco resistente a los virus liberado en China en 1992. El primer alimento modificado genéticamente fue el tomate Flavr Savr comercializado en 1994. En 2010, 29 países habían plantado cultivos biotecnológicos comercializados. En 2000, un artículo publicado en Science presentó el arroz dorado, el primer alimento desarrollado con mayor valor nutritivo.

## Agricultura

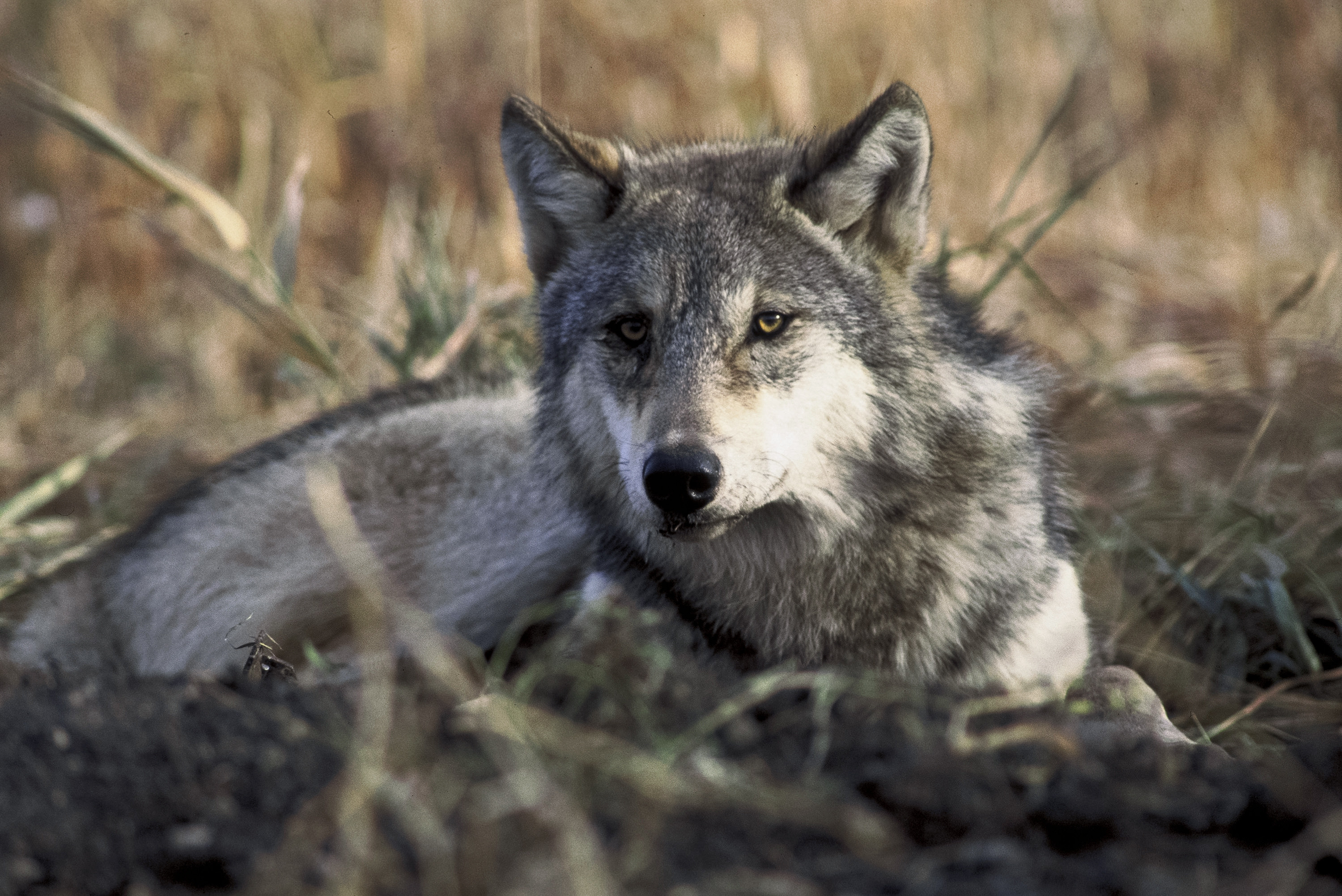
Los estudios de ADN sugirieron que el perro probablemente surgió de un ancestro común con el lobo gris.

La ingeniería genética es la manipulación directa del genoma de un organismo mediante determinadas técnicas biotecnológicas que sólo existen desde la década de 1970. La manipulación genética dirigida por el hombre se produjo mucho antes, empezando por la domesticación de plantas y animales mediante selección artificial. Se cree que el perro fue el primer animal domesticado, posiblemente a partir de un antepasado común del lobo gris, con pruebas arqueológicas que datan de unos 12.000 años antes de Cristo. Otros carnívoros domesticados en la prehistoria son el gato, que cohabitó con el hombre hace 9.500 años. Las pruebas arqueológicas sugieren que ovejas, vacas, cerdos y cabras fueron domesticados entre el 9000 a. C. y el 8000 a. C. en el Creciente Fértil.
La primera evidencia de domesticación de plantas proviene del trigo emmer y einkorn que se encuentran en las aldeas del Neolítico A anterior a la cerámica en el suroeste de Asia que datan de alrededor de 10,500 a 10,100 a. C.El Creciente Fértil de Asia occidental, Egipto y la India fueron los lugares donde se planificó la siembra y la cosecha de plantas que anteriormente se habían recolectado en la naturaleza. El desarrollo independiente de la agricultura se produjo en el norte y el sur de China, el Sahel de África, Nueva Guinea y varias regiones de las Américas. Los ocho cultivos fundadores del Neolítico (trigo emmer, trigo einkorn, cebada, guisantes, lentejas, arveja amarga, garbanzos y lino) habían aparecido alrededor del 7000 a. La horticultura aparece por primera vez en el Levante durante el período calcolítico alrededor del 6800 al 6300 a. C.Debido a los tejidos blandos, la evidencia arqueológica de los primeros vegetales es escasa. Los primeros restos vegetales se han encontrado en cuevas egipcias que datan del segundo milenio antes de Cristo.
La cría selectiva de plantas domesticadas fue antaño la principal forma que tenían los primeros agricultores de adaptar los organismos a sus necesidades. Charles Darwin describió tres tipos de selección: la selección metódica, en la que los humanos seleccionan deliberadamente características particulares; la selección inconsciente, en la que se selecciona una característica simplemente porque es deseable; y la selección natural, en la que se transmite un rasgo que ayuda a un organismo a sobrevivir mejor:::::25 La cría primitiva se basaba en la selección inconsciente y natural. Se desconoce la introducción de la selección metódica: 25 Entre las características comunes que se introdujeron en las plantas domesticadas se incluyen granos que no se rompían para permitir una cosecha más fácil, maduración uniforme, periodos de vida más cortos que se traducen en un crecimiento más rápido, pérdida de compuestos tóxicos y productividad. 27-30 Algunas plantas, como el plátano, pudieron propagarse por clonación vegetativa. La descendencia no solía contener semillas, por lo que era estéril. Sin embargo, estos descendientes solían ser más jugosos y grandes. La propagación mediante clonación permite cultivar estas variedades mutantes a pesar de su falta de semillas. 31
La hibridación fue otra forma en que se introdujeron cambios rápidos en la composición de las plantas. A menudo aumentaba el vigor de las plantas y combinaba rasgos deseables. Lo más probable es que la hibridación ocurriera por primera vez cuando los humanos cultivaron por primera vez plantas similares, pero ligeramente diferentes, en estrecha proximidad.  : 32 Triticum aestivum, el trigo utilizado para hornear pan, es un alopoliploide. Su creación es el resultado de dos eventos de hibridación separados.
El injerto puede transferir cloroplastos, ADN mitocondrial y todo el núcleo celular que contiene el genoma para crear potencialmente una nueva especie, lo que hace que el injerto sea una forma de ingeniería genética natural.
Los rayos X se utilizaron por primera vez para mutar plantas deliberadamente en 1927. Entre 1927 y 2007, se produjeron más de 2.540 variedades de plantas genéticamente mutadas utilizando rayos X.

## Genética

Griffith demostró la existencia de un "principio transformador", que Avery, MacLeod y McCarty demostraron más tarde que era el ADN.

Varios descubrimientos genéticos han sido esenciales en el desarrollo de la ingeniería genética. La herencia genética fue descubierta por primera vez por Gregor Mendel en 1865 luego de experimentos que cruzaban guisantes. Aunque fue ignorado en gran medida durante 34 años, proporcionó la primera evidencia de segregación hereditaria y distribución independiente. En 1889, a Hugo de Vries se le ocurrió el nombre "(pan) gen" después de postular que las partículas son responsables de la herencia de las características y el término "genética" fue acuñado por William Bateson en 1905. En 1928, Frederick Griffith probó la existencia de un "principio transformador" involucrado en la herencia, que Avery, MacLeod y McCarty más tarde (1944) identificaron como el ADN. Edward Lawrie Tatum y George Wells Beadle desarrollaron el dogma central de que los genes codifican proteínas en 1941. La estructura de doble hélice del ADN fue identificada por James Watson y Francis Crick en 1953.

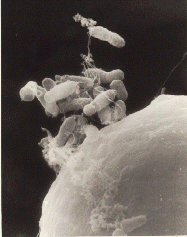
La bacteria Agrobacterium tumefaciens inserta T-DNA en las células vegetales infectadas, que luego se incorpora al genoma de las plantas.

Además de descubrir cómo funciona el ADN, hubo que desarrollar herramientas que permitieran manipularlo. En 1970, el laboratorio de Hamilton Smith descubrió enzimas de restricción que permitían cortar el ADN en lugares específicos y separarlo en un gel de electroforesis. Esto permitió a los científicos aislar genes del genoma de un organismo. Las ligasas de ADN, que unen el ADN roto, se descubrieron a principios de 1967 y al combinar las dos enzimas fue posible "cortar y pegar" secuencias de ADN para crear ADN recombinante. Los plásmidos, descubiertos en 1952, se convirtieron en herramientas importantes para transferir información entre células y replicar secuencias de ADN. Frederick Sanger desarrolló un método para secuenciar el ADN en 1977, aumentando considerablemente la información genética disponible para los investigadores. La reacción en cadena de la polimerasa (PCR), desarrollada por Kary Mullis en 1983, permitió amplificar pequeñas secciones de ADN y ayudó a identificar y aislar material genético.
Además de manipular el ADN, había que desarrollar técnicas para su inserción (lo que se conoce como transformación) en el genoma de un organismo. El experimento de Griffiths ya había demostrado que algunas bacterias tenían la capacidad de captar y expresar ADN extraño de forma natural. La competencia artificial se indujo en Escherichia coli en 1970, cuando Morton Mandel y Akiko Higa demostraron que podía captar el bacteriófago λ tras tratarlo con una solución de cloruro cálcico (CaCl2). Dos años más tarde, Stanley Cohen demostró que el tratamiento con CaCl2 también era eficaz para la captación de ADN plasmídico. La transformación mediante electroporación se desarrolló a finales de la década de 1980, aumentando la eficacia y el alcance bacteriano. 1907 se descubrió una bacteria que causaba tumores en las plantas, Agrobacterium tumefaciens, y a principios de la década de 1970 se descubrió que el agente inductor de tumores era un plásmido de ADN llamado plásmido Ti. Mediante la eliminación de los genes del plásmido que causaba el tumor y la adición de nuevos genes, los investigadores pudieron infectar plantas con A. tumefaciens y dejar que las bacterias insertaran el ADN elegido en los genomas de las plantas.

## Primeros organismos genéticamente modificados

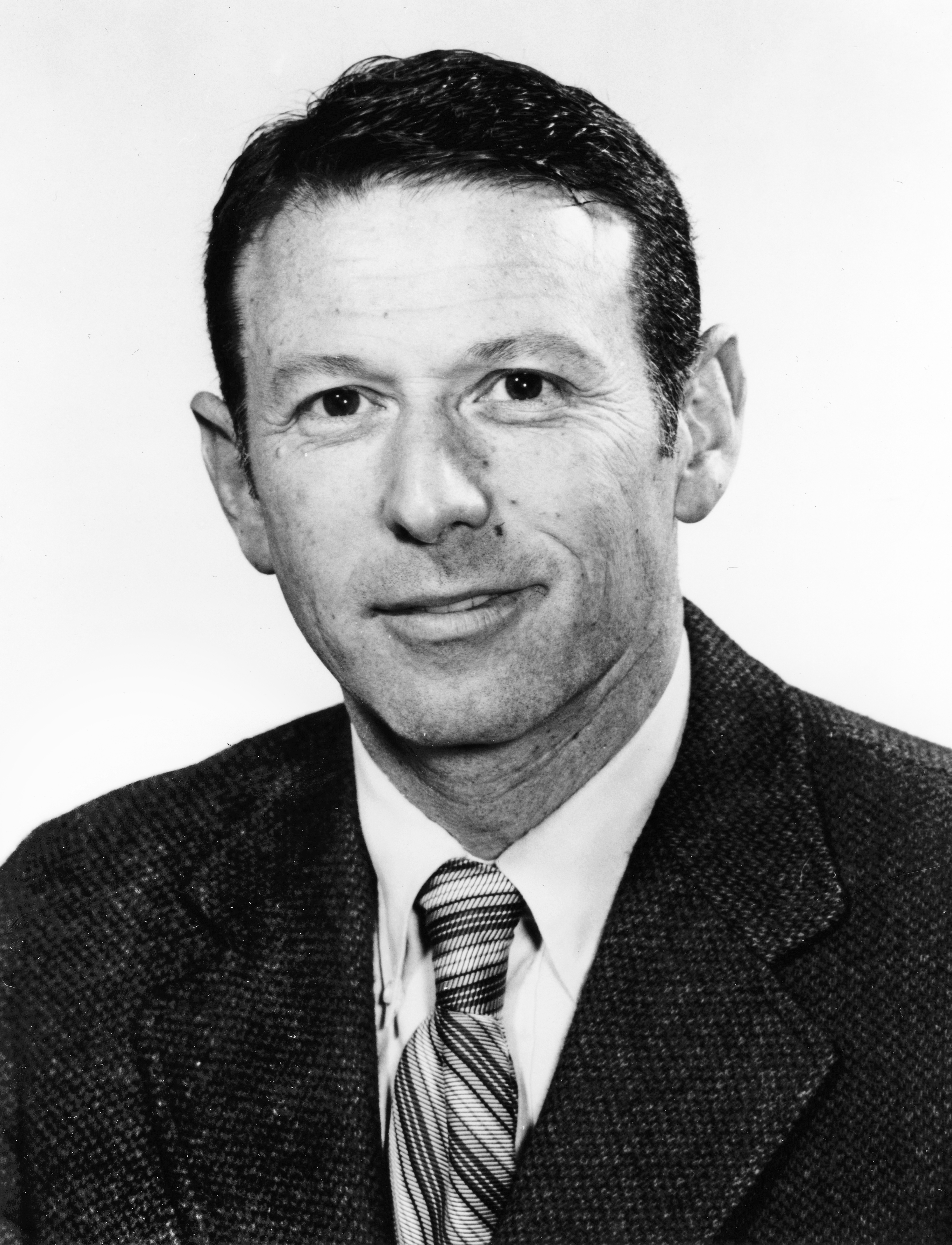
Paul Berg creó las primeras moléculas de ADN recombinante en 1972.

En 1972, Paul Berg utilizó enzimas de restricción y ligasas de ADN para crear las primeras moléculas de ADN recombinante. Combinó el ADN del virus del mono SV40 con el del virus lambda. Herbert Boyer y Stanley Norman Cohen llevaron el trabajo de Berg un paso más allá e introdujeron ADN recombinante en una célula bacteriana. Cohen estaba investigando plásmidos, mientras que el trabajo de Boyer involucraba enzimas de restricción. Reconocieron la naturaleza complementaria de su trabajo y se unieron en 1972. Juntos encontraron una enzima de restricción que cortó el plásmido pSC101 en un solo punto y pudieron insertar y ligar un gen que confería resistencia al antibiótico kanamicina en la brecha. Cohen ya había ideado un método para inducir a las bacterias a absorber un plásmido, con el que consiguieron crear una bacteria que sobrevivía en presencia de kanamicina. Se trataba del primer organismo modificado genéticamente. Repitieron los experimentos para demostrar que otros genes podían expresarse en bacterias, incluido uno del sapo Xenopus laevis, la primera transformación entre reinos.

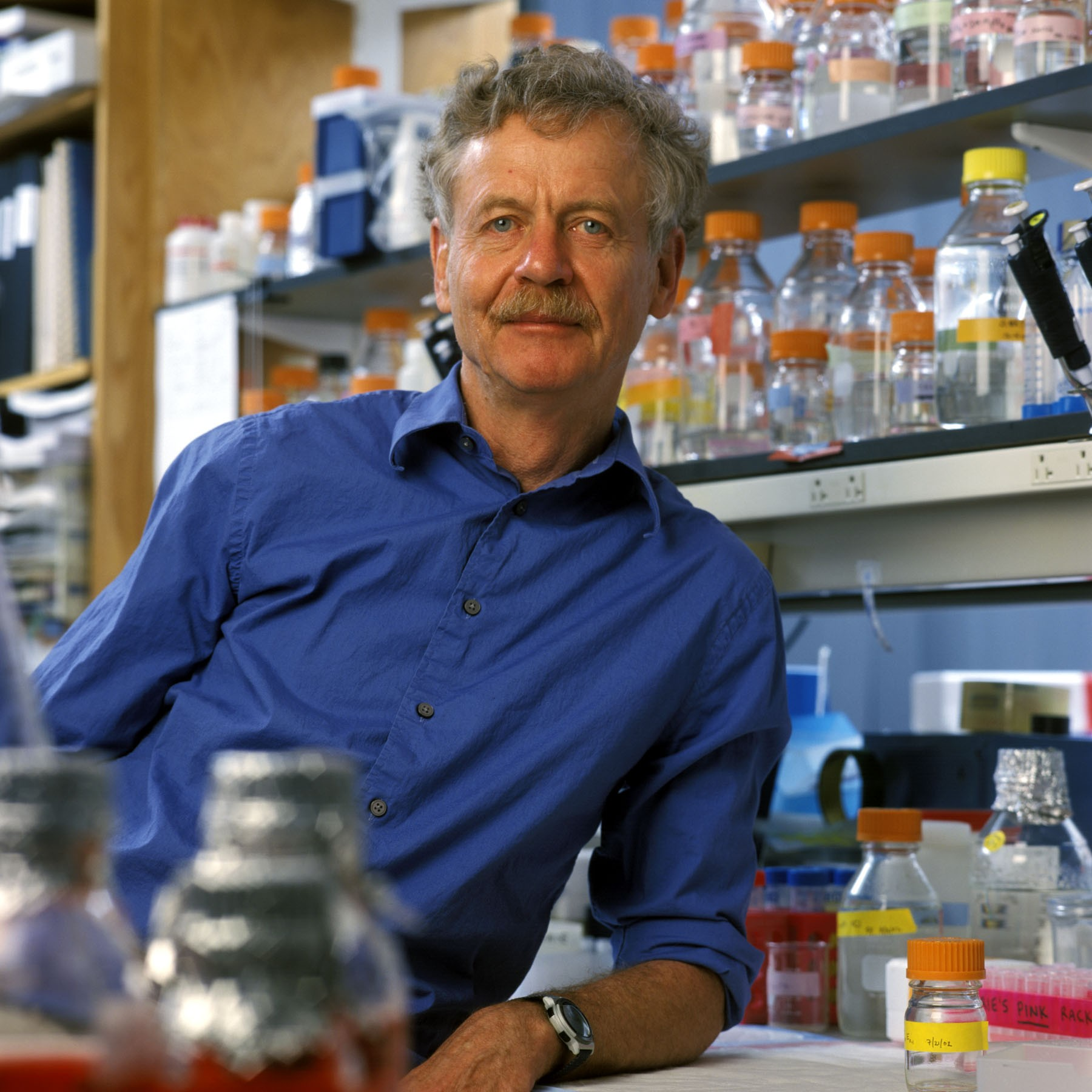
En 1974 Rudolf Jaenisch creó el primer animal transgénico.

En 1974, Rudolf Jaenisch creó un ratón transgénico introduciendo ADN extraño en su embrión, convirtiéndolo en el primer animal transgénico del mundo. Jaenisch estaba estudiando células de mamíferos infectadas con el virus simio 40 (SV40) cuando leyó un artículo de Beatrice Mintz que describía la generación de ratones quimera. Llevó sus muestras de SV40 al laboratorio de Mintz y las inyectó en embriones tempranos de ratón esperando que se desarrollaran tumores. Los ratones parecían normales, pero después de usar sondas radiactivas descubrió que el virus se había integrado en el genoma de los ratones. Sin embargo, los ratones no transmitieron el transgén a su descendencia. En 1981, los laboratorios de Frank Ruddle, Frank Constantini y Elizabeth Lacy inyectaron ADN purificado en un embrión de ratón unicelular y demostraron la transmisión del material genético a las generaciones posteriores.
La primera planta modificada genéticamente fue el tabaco, de la que se informó en 1983. Fue desarrollada por Michael W. Bevan, Richard B. Flavell y Mary-Dell Chilton mediante la creación de un gen quimérico que unía un gen resistente a los antibióticos al plásmido T1 de Agrobacterium. El tabaco se infectó con Agrobacterium transformado con este plásmido, lo que dio lugar a la inserción del gen quimérico en la planta. Mediante técnicas de cultivo de tejidos se seleccionó una única célula de tabaco que contenía el gen y se cultivó una nueva planta a partir de ella.

## Regulación
El desarrollo de la tecnología de ingeniería genética suscitó preocupación en la comunidad científica por los riesgos potenciales. El desarrollo de un marco regulador de la ingeniería genética comenzó en 1975, en Asilomar (California). En la reunión de Asilomar se recomendaron una serie de directrices sobre el uso prudente de la tecnología recombinante y los productos derivados de ella. Las recomendaciones de Asilomar eran voluntarias, pero en 1976 el Instituto Nacional de Salud de EE.UU. (NIH) creó un comité asesor sobre ADN recombinante. A éste le siguieron otras oficinas reguladoras (el Departamento de Agricultura de Estados Unidos (USDA), la Agencia de Protección del Medio Ambiente (EPA) y la Administración de Alimentos y Medicamentos (FDA)), con lo que toda la investigación con ADN recombinante quedó estrictamente regulada en Estados Unidos.
En 1982, la Organización para la Cooperación y el Desarrollo Económicos (OCDE) publicó un informe sobre los peligros potenciales de la liberación de organismos genéticamente modificados en el medio ambiente mientras se desarrollaban las primeras plantas transgénicas. A medida que la tecnología mejoró y los organismos genéticamente pasaron de organismos modelo a productos comerciales potenciales, EE. UU. estableció un comité en la Oficina de Ciencia y Tecnología (OSTP) para desarrollar mecanismos para regular la tecnología en desarrollo. En 1986, la OSTP asignó la aprobación reglamentaria de las plantas modificadas genéticamente en los EE. UU. al USDA, la FDA y la EPA. A fines de la década de 1980 y principios de la de 1990, surgieron guías para evaluar la seguridad de las plantas y los alimentos modificados genéticamente de organizaciones como la FAO y la OMS.
La Unión Europea introdujo por primera vez leyes que obligaban a etiquetar los OMG en 1997. En 2013 Connecticut se convirtió en el primer estado en promulgar una ley de etiquetado en Estados Unidos, aunque no entraría en vigor hasta que otros estados siguieran su ejemplo.

## Investigación y medicina

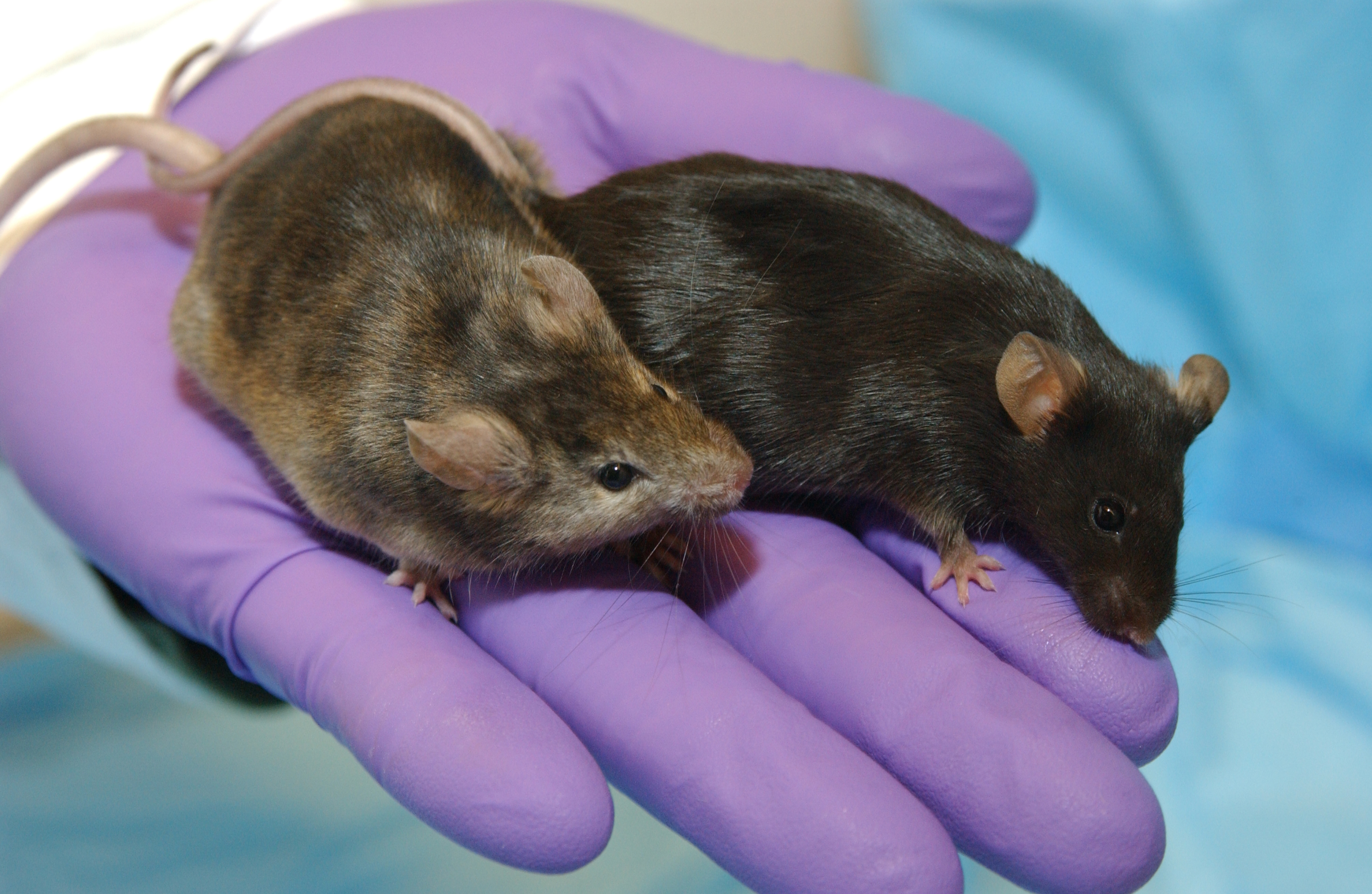
Un ratón de laboratorio en el que se eliminó un gen que afecta el crecimiento del pelo (izquierda) junto a un ratón de laboratorio normal.

La capacidad de insertar, alterar o eliminar genes en organismos modelo permitió a los científicos estudiar los elementos genéticos de las enfermedades humanas. En 1984 se crearon ratones genéticamente modificados que portaban oncogenes clonados que los predisponían a desarrollar cáncer. La tecnología también se ha utilizado para generar ratones con genes eliminados. El primer ratón knockout registrado fue creado por Mario R. Capecchi, Martin Evans y Oliver Smithies en 1989. En 1992 se generaron oncoratones con genes supresores de tumores eliminados. Crear ratas knockout es mucho más difícil y solo fue posible en 2003.
Tras el descubrimiento del microARN en 1993, el ARN de interferencia (ARNi) se ha utilizado para silenciar los genes de un organismo. Modificando un organismo para que exprese microARN dirigidos a sus genes endógenos, los investigadores han podido anular o reducir parcialmente la función de genes en una serie de especies. La capacidad de reducir parcialmente la función de los genes ha permitido el estudio de genes que son letales cuando se eliminan por completo. Otras ventajas de la RNAi son la posibilidad de realizar knockouts inducibles y específicos de tejidos. En 2007, un microARN dirigido a genes de insectos y nematodos se expresó en plantas, provocando su supresión cuando se alimentaban de la planta transgénica, creando potencialmente una nueva forma de controlar las plagas. La expresión de microARN endógenos ha permitido un mayor ajuste de la expresión génica, complementando el enfoque más tradicional de knock out génico.
La ingeniería genética se ha utilizado para producir proteínas derivadas del ser humano y de otras fuentes en organismos que normalmente no pueden sintetizarlas. En 1979 se desarrollaron bacterias sintetizadoras de insulina humana que se utilizaron por primera vez como tratamiento en 1982. En 1988 se produjeron los primeros anticuerpos humanos en plantas. En el año 2000, el arroz dorado enriquecido con vitamina A fue el primer alimento con mayor valor nutritivo.

## Más avances
Como no todas las células vegetales eran susceptibles a la infección por A. tumefaciens, se desarrollaron otros métodos, como la electroporación, la microinyección y el bombardeo de partículas con un cañón de genes (inventado en 1987). En la década de 1980 se desarrollaron técnicas para volver a introducir cloroplastos aislados en una célula vegetal a la que se le había quitado la pared celular. Con la introducción de la pistola de genes en 1987, fue posible integrar genes extraños en un cloroplasto.
La transformación genética se ha vuelto muy eficiente en algunos organismos modelo. En 1998 se produjeron semillas genéticamente modificadas en Arabidopsis thaliana simplemente sumergiendo las flores en una solución de Agrobacterium. La gama de plantas que se pueden transformar ha aumentado a medida que se han desarrollado técnicas de cultivo de tejidos para diferentes especies.
El primer ganado transgénico se produjo en 1985, mediante la microinyección de ADN extraño en huevos de conejo, oveja y cerdo. El primer animal que sintetizó proteínas transgénicas en su leche fueron los ratones, modificados para producir activador del plasminógeno tisular humano. Esta tecnología se aplicó a ovejas, cerdos, vacas y otros animales.
En 2010, los científicos del Instituto J. Craig Venter anunciaron que habían creado el primer genoma bacteriano sintético. Los investigadores agregaron el nuevo genoma a las células bacterianas y seleccionaron las células que contenían el nuevo genoma. Para hacer esto, las células se someten a un proceso llamado resolución, donde durante la división celular bacteriana una nueva célula recibe el genoma de ADN original de la bacteria, mientras que la otra recibe el nuevo genoma sintético. Cuando esta célula se replica, utiliza el genoma sintético como plantilla. La bacteria resultante que desarrollaron los investigadores, llamada Synthia, fue la primera forma de vida sintética del mundo.
En 2014 se desarrolló una bacteria que replicaba un plásmido que contenía un par de bases no naturales. Para ello fue necesario alterar la bacteria para que pudiera importar los nucleótidos no naturales y replicarlos de forma eficiente. Se calcula que el plásmido retuvo los pares de bases no naturales cuando se duplicó un 99,4% de las veces. Se trata del primer organismo diseñado para utilizar un alfabeto genético ampliado.
En 2015 se utilizaron CRISPR y TALEN para modificar genomas de plantas. Los laboratorios chinos lo utilizaron para crear un trigo resistente a los hongos y aumentar el rendimiento del arroz, mientras que un grupo del Reino Unido lo empleó para modificar un gen de la cebada que podría ayudar a producir variedades resistentes a la sequía. Cuando se utiliza para extraer con precisión material del ADN sin añadir genes de otras especies, el resultado no está sujeto al largo y costoso proceso normativo asociado a los OMG. Mientras que CRISPR puede utilizar ADN extraño para ayudar al proceso de edición, la segunda generación de plantas editadas no contiene nada de ese ADN. Los investigadores celebraron la aceleración porque puede permitirles "seguir el ritmo" de la rápida evolución de los patógenos. El Departamento de Agricultura de Estados Unidos declaró que algunos ejemplos de maíz, patatas y soja editados genéticamente no están sujetos a la normativa vigente. En 2016, otros organismos de revisión aún no se habían pronunciado

## Comercialización

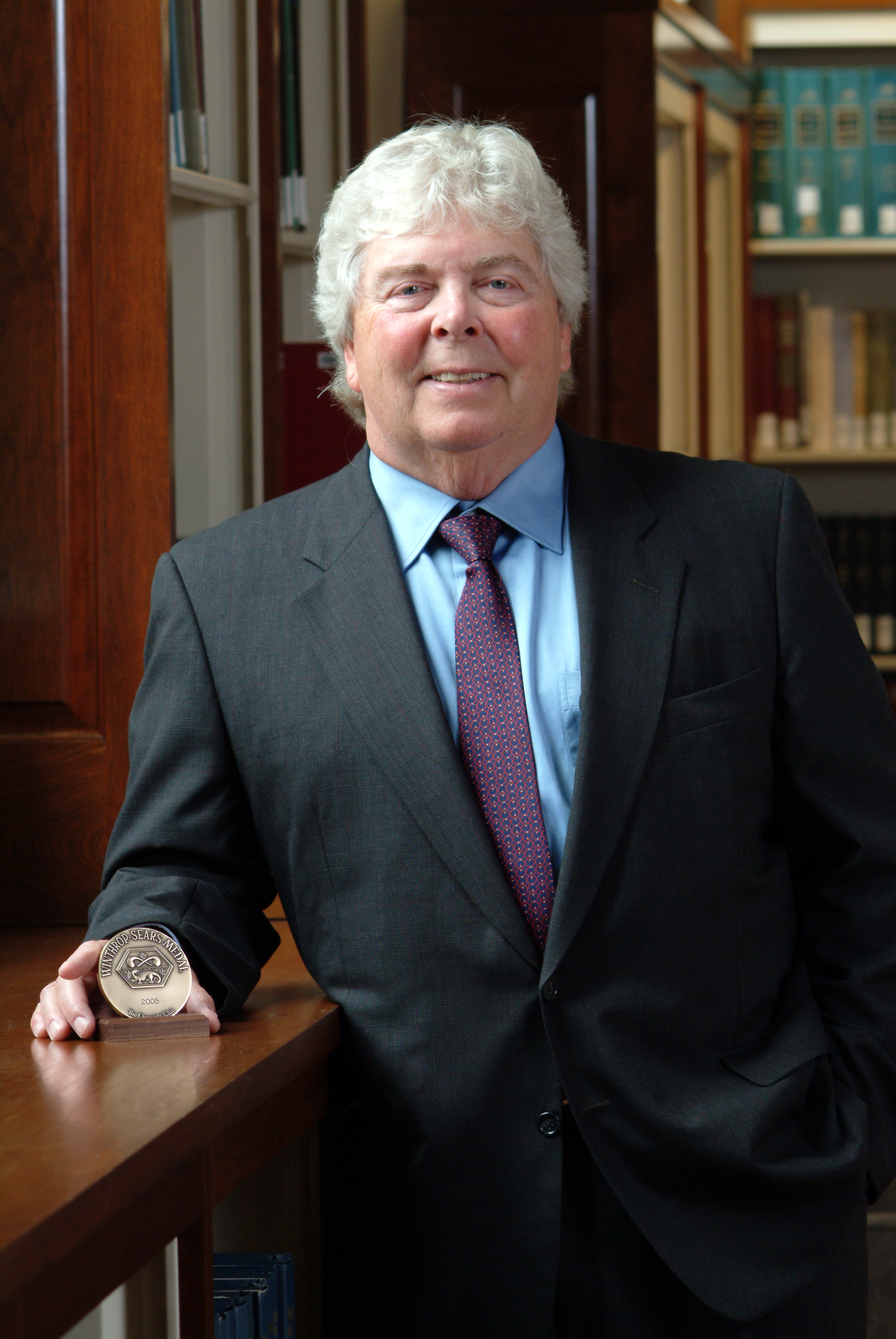
Herbert Boyer ayudó a fundar la primera empresa de ingeniería genética en 1976.

En 1976, Herbert Boyer y Robert Swanson fundaron Genentech, la primera empresa de ingeniería genética, y un año más tarde la empresa produjo una proteína humana (somatostatina) en E.coli. Genentech anunció la producción de insulina humana modificada genéticamente en 1978. En 1980, el Tribunal Supremo de EE. UU., en el caso Diamond contra Chakrabarty, dictaminó que la vida alterada genéticamente podía patentarse. La Administración de Alimentos y Medicamentos aprobó en 1982 la comercialización de la insulina producida por bacterias, denominada humulina. En 1983, una empresa biotecnológica, Advanced Genetic Sciences (AGS), solicitó al gobierno estadounidense autorización para realizar pruebas de campo con la cepa ice-minus de P. syringae para proteger los cultivos de las heladas, pero grupos ecologistas y manifestantes retrasaron las pruebas de campo durante cuatro años con impugnaciones legales. En 1987, la cepa ice-minus de P. syringae se convirtió en el primer organismo modificado genéticamente (OMG) liberado en el medio ambiente cuando se roció con ella un campo de fresas y otro de patatas en California. Ambos campos de prueba fueron atacados por grupos de activistas la noche antes de que se produjeran las pruebas: "El primer campo de pruebas del mundo atrajo al primer fumigador del mundo".
La primera planta de cultivo modificada genéticamente se produjo en 1982, una planta de tabaco resistente a los antibióticos. Las primeras pruebas de campo con plantas modificadas genéticamente se realizaron en Francia y EE. UU. en 1986, con plantas de tabaco resistentes a los herbicidas. En 1987, Plant Genetic Systems, fundada por Marc Van Montagu y Jeff Schell, fue la primera empresa en diseñar genéticamente plantas resistentes a los insectos mediante la incorporación al tabaco de genes que producían proteínas insecticidas del Bacillus thuringiensis (Bt).
Las enzimas microbianas genéticamente modificadas fueron la primera aplicación de organismos genéticamente modificados en la producción de alimentos y fueron aprobadas en 1988 por la Administración de Drogas y Alimentos de los Estados Unidos. A principios de la década de 1990, se aprobó el uso de quimosina recombinante en varios países.  Hasta entonces, el queso se fabricaba con el complejo enzimático cuajo, extraído de la mucosa del estómago de las vacas. Los científicos modificaron bacterias para producir quimosina, que también fue capaz de coagular la leche, lo que dio como resultado la cuajada de queso. La República Popular de China fue el primer país en comercializar plantas transgénicas, introduciendo un tabaco resistente a virus en 1992. En 1994, Calgene obtuvo la aprobación para lanzar comercialmente el tomate Flavr Savr, un tomate diseñado para tener una vida útil más larga. También en 1994, la Unión Europea aprobó el tabaco modificado para ser resistente al herbicida bromoxinil, convirtiéndolo en el primer cultivo genéticamente modificado comercializado en Europa.  En 1995, la Agencia de Protección del Medio Ambiente aprobó la inocuidad de la patata Bt, tras haber sido aprobada por la FDA, lo que la convirtió en el primer cultivo productor de pesticidas aprobado en Estados Unidos. En 1996 se habían concedido un total de 35 autorizaciones para cultivar comercialmente 8 cultivos transgénicos y un cultivo de flores (clavel), con 8 rasgos diferentes en 6 países más la UE.
En 2010, 29 países habían plantado cultivos biotecnológicos comercializados y otros 31 habían aprobado la importación de cultivos transgénicos. En 2013, Robert Fraley (vicepresidente ejecutivo y director de tecnología de Monsanto), Marc Van Montagu y Mary-Dell Chilton recibieron el Premio Mundial de la Alimentación por mejorar la "calidad, cantidad o disponibilidad" de los alimentos en el mundo.
El primer animal genéticamente modificado que se comercializó fue el GloFish, un pez cebra con un gen fluorescente agregado que le permite brillar en la oscuridad bajo la luz ultravioleta. El primer animal genéticamente modificado aprobado para uso alimentario fue el salmón AquAdvantage en 2015. El salmón se transformó con un gen regulador de la hormona del crecimiento de un salmón Chinook del Pacífico y un promotor de un faneca oceánica que le permitió crecer durante todo el año en lugar de solo durante la primavera y el verano.

## Oposición

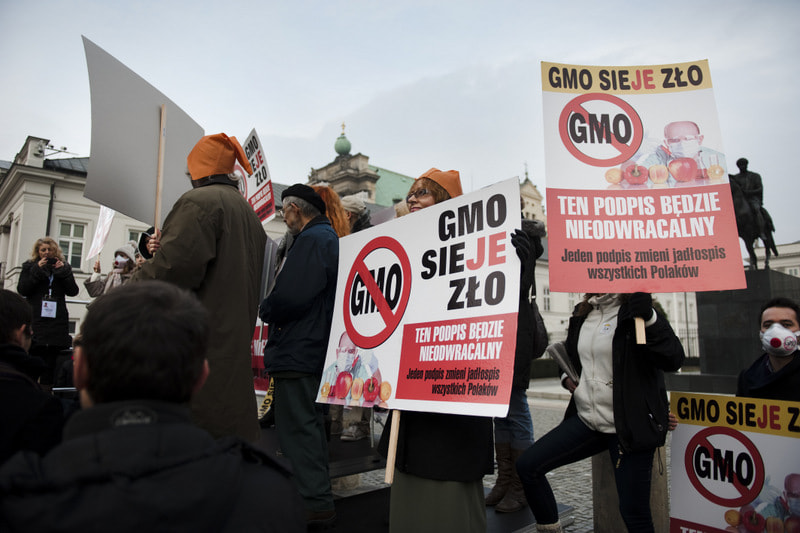
La oposición del GMO

La oposición y el apoyo al uso de la ingeniería genética han existido desde que se desarrolló la tecnología. Después de que Arpad Pusztai hiciera pública la investigación que estaba llevando a cabo en 1998, aumentó la oposición pública a los alimentos modificados genéticamente. La oposición continuó tras la publicación en 1999 y 2013 de artículos controvertidos y debatidos públicamente en los que se afirmaba que los cultivos modificados genéticamente tenían repercusiones negativas para el medio ambiente y la salud.